# Um Canto pra Subir
Um Canto Pra Subir é o segundo álbum da cantora, compositora e atriz brasileira Margareth Menezes, no Brasil, e o primeiro álbum da cantora lançado nos Estados Unidos, pela Island Records. O álbum rendeu à Margareth Menezes uma turnê pelos Estados Unidos, ao lado de David Byrne, com a sua apresentação "Rei Momo".
A canção "Marmelada (Bas Moin Laia)" foi incluída na trilha sonora complementar "Lambateria Sucata" da novela "Rainha da Sucata", exibida pela TV Globo em 1990.

## Faixas
| N.º            | Título                                             | Compositor(es)                                      | Duração |  |
| 1.             | "Marmelada (Bas Moin Laia)"                        | G.Decimmus                                          | 3:59    |  |
| 2.             | "Negro Menino"                                     | Gileno Félix e Lazzo                                | 3:42    |  |
| 3.             | "Negra Melodia (Soul Train Domingueira)"           | Jards Macalé e Waly Salomão                         | 3:18    |  |
| 4.             | "Co-Brador"                                        | Carlinhos Brown                                     | 3:09    |  |
| 5.             | "Dark Secret" (com a participação de David Rudder) | David Rudder, Jeff Vincent, Paul Pesco e Andy Paley | 4:51    |  |
| 6.             | "Ifá, Um Canto Pra Subir"                          | Walter Queiroz e Vevé Calasans                      | 4:02    |  |
| 7.             | "Hino das Águas"                                   | Aroldo Medeiros e Buziga                            | 4:46    |  |
| 8.             | "Maravilha Morena"                                 | Jorge Portugal e Roberto Mendes                     | 3:20    |  |
| 9.             | "Tudo À-Toa"                                       | Peri Albuquerque                                    | 3:34    |  |
| 10.            | "Abra a Boca e Feche os Olhos"                     | Dito e Gerônimo                                     | 2:59    |  |
| Duração total: | Duração total:                                     | Duração total:                                      | 44:22   |  |